# Kính tần Phác thị
Kính tần Phác thị (chữ Hán: 敬嬪 朴氏, Hangul: 경빈 박씨, mất năm 1533) hay Kính Tần Phác thị, là một hậu cung của quốc vương thứ 11 nhà Triều Tiên, tức Triều Tiên Trung Tông. Bà cũng là một trong những phi tần nổi tiếng nhất của triều đại này.

## Tiểu sử
Năm 1506, một cuộc binh biến diễn ra để lật đổ bạo chúa Yên Sơn Quân. Tấn Thành Đại quân, tức vua Trung Tông được đưa lên ngai vàng. Một nhóm các đại thần binh biến gồm Phác Nguyên Tông (朴元宗, Park Won Jong), Thành Hi Nhan (成希顔, Seong Hui An), Liễu Thuận Đinh (柳順汀, Yoo Soon Jeong) và Hồng Cảnh Chu (洪景舟, Hong Gyeong Ju) tham gia cuộc binh biến can dự trực tiếp vào triều chính, phế bỏ Đoan Kính vương hậu là Vương phi đầu tiên của nhà vua. Được dưỡng phụ là Phác Nguyên Tông đưa vào làm hậu cung, cùng với Hi tần Hồng thị (熙嬪 洪氏, Huibin Hongssi, 1494 - 1581) đều xuất thân từ thế lực công thần.

## Trở thành hậu cung
Năm 1506, bà nhập cung và được phong vị tòng nhị phẩm Thục nghi. Năm 1509, Phác thị sinh được vương tử, là con trai trưởng của Trung Tông, Phúc Thành Quân Lý Mi (福城君 嵋,1509-1533). Năm 1512 bà tiếp tục sinh Huệ Thuận ông chúa (惠順翁主, 1512-1538) và Huệ Tĩnh ông chúa (惠靜翁主, 1514-1580), chính vì thế bà được Trung Tông vô cùng sủng ái. Ngôi vị chính cung sau khi Đoan Kính vương hậu bị phế bỏ vẫn còn trống, Kính tần và các vị hậu cung khác tham gia cuộc tuyển Vương phi của Triều đình. Nhưng người trở thành Vương phi là Doãn Thục nghi (Tòng nhị phẩm) con gái của Doãn Nhữ Bật (尹汝弼, Yun Yeo Pil), tức Chương Kính Vương hậu. Năm 1515, Chương Kính Vương hậu hạ sinh nguyên tử (Đích tử) và được phong làm Vương thế tử (왕세자 호,1515-1545) sau đó, vương phi qua đời sau 2 ngày vì hậu sản. Triều đình tiếp tục tuyển Trung cung điện nhưng Đại phi (Trinh Hiển Vương hậu tức mẫu thân của Trung Tông) do sợ thế lực công thần can thiệp vương thất nên tuyển chọn thiếu nữ họ Doãn là Văn Định vương hậu. Cùng năm đó bà được phong hàng Chính nhất phẩm Tần, gọi là Kính tần. Kính tần một lần nữa tuột mất ngôi vị chính cung và lo sợ cho tương lai cũng như việc kế vị của Phúc Thành Quân sẽ gặp trở ngại nên đã bí mật liên minh, cấu kết với các công thần nhằm giành quyền kế vị.

## Bị phế truất và ban chết
Năm 1527, Đông cung của Vương thế tử phát hiện có chuột bị thiêu cháy. Kính Tần họ Phác được nghĩ là người treo những con chuột bị thiêu đó vào Đông cung nhằm nguyền rủa Vương Thế tử, củng cố địa vị cho Phúc Thành Quân. Bị triều đình và vương thất kết tội, Kính Tần họ Phác cùng với Phúc Thành quân bị phế vị và lưu đày về quê nhà Mật Dương. Trong một âm mưu bị phát giác sau đó với hi vọng được phục vị, phế Tần Phác thị bị ban chết, con trai bà Lý Mi bị lưu đày.

## Gia đình
- Cha nuôi: Bình Thành Quân Phác Nguyên Tông (Park Won Jong).
- Cha ruột: Phác Tú Lâm (Park Su Rim, 朴秀林).
- Chồng: Triều Tiên Trung Tông.
- Vương tử: Phúc Thành Quân (福城君 嵋,1509-1533), con trai duy nhất của Kính Tần họ Phác. Lấy quận phu nhân họ Doãn ở Pha Bình.
- Vương nữ: Huệ Thuận ông chúa (惠順翁主, 1512-1538) và Huệ Tĩnh ông chúa (惠靜翁主, 1514-1580).